# Яна (ім'я)
Я́на — українське жіноче особове ім'я, варіант імені Іванна (Жанна), що існує в багатьох мовах (чеській, існувало також і в давньоруській). Чоловіча форма — Ян.
Форма імені «Яна» трапляється не тільки в слов'янських мовах, а й у скандинавських: данській, шведській, норвезькій.
Українські зменшені форми — Янка, Яночка, Янонька, Януся, Янця, Яся.

## Альтернативні версії походження імені
- За іншою версією, «Ян», «Яна» виникли від імені римського божества Януса[2].
- Болгарська Вікіпедія повідомляє, що староболгарською мовою слово «яна» значило «ріка, річка».

## Відомі носійки імені
- Княжна Янка Всеволодівна — київська православна свята, засновниця першої школи для дівчат у XI столітті, пам'ять 16 листопада, 31 травня.
- Яна Новотна — чеська тенісистка-професіонал.
- Яна Клочкова — українська плавчиня, яка виграла 5 олімпійських медалей, серед яких 4 золоті.
- Яна Дубинянська — українська письменниця та журналістка. Пише російською та українською мовами.